# Everything Counts
Everything Counts – singel grupy Depeche Mode promujący album Construction Time Again. Nagrań live dokonano podczas siedemnastego koncertu trasy Broken Frame Tour w Hammersmith Odeon w Londynie (Wielka Brytania) – 25 października 1982.

## Wydany w krajach
- Australia (7")
- Belgia (CD)
- Brazylia (CD)
- Filipiny (7")
- Francja (7", 12", MC, CD)
- Grecja (7")
- Hiszpania (7", 12")
- Japonia (7")
- Kanada (7", 12")
- Niemcy (7", 12", CD)
- RPA (7")
- Szwecja (7")
- Unia Europejska (CD)
- USA (7", 12", CD)
- Wielka Brytania (7", 12", CD)
- Włochy (7", 12")

## Informacje
- Nagrano w The Garden Studios Londyn (Wielka Brytania) i Hansa Berlin (RFN)
- Produkcja Daniel Miller, Gareth Jones i Depeche Mode
- Remixowanie Daniel Miller, Gareth Jones i Depeche Mode
- Teksty i muzyka Martin Lee Gore, Alan Wilder

## WydaniaMute
- 7 BONG 3 wydany 11 czerwca 1983
  1. Everything Counts – 3:58
  2. Work Hard – 4:21

- 12 BONG 3 wydany kiedy
  1. Everything Counts (In Larger Amounts) – 7:18
  2. Work Hard (East End Remix) – 4:21

- 12 BONG 3 wydany kiedy (wydanie testowe)
  1. Everything Counts (In Larger Amounts) – 7:18
  2. Work Hard (East End Remix) – 4:21

- L12 BONG 3 wydany kiedy
  1. Everything Counts (In Larger Amounts) – 7:18
  2. New Life (live) – 4:12
  3. Boys Say Go! (live) – 2:36
  4. Nothing to Fear (live) – 4:28
  5. The Meaning of Love (live) – 3:14

- CD BONG 3 wydany 1991
  1. Everything Counts – 3:59
  2. Work Hard – 4:22
  3. Everything Counts (In Larger Amounts) – 7:21
  4. Work Hard (East End Remix) – 6:58